# Issou
Issou es una comuna francesa situada en el departamento de Yvelines, en la región de Isla de Francia.

## Demografía
| 814 | 1070 | 1190 | 1697 | 2463 | 3382 | 3928 |
| Para los censos de 1962 a 1999 la población legal corresponde a la población sin duplicidades (Fuente: INSEE [Consultar]) |      |      |      |      |      |      |